# Nothoscordum uruguaianum
Nothoscordum uruguaianum är en amaryllisväxtart som beskrevs av Pierfelice Ravenna. Nothoscordum uruguaianum ingår i släktet vaniljlökar, och familjen amaryllisväxter. Inga underarter finns listade i Catalogue of Life.